# 1481 w polityce

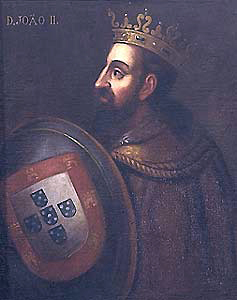
Jan II Doskonały, władca Portugalii

Wydarzenia polityczne w 1481 roku.

## Wydarzenia
- Jan II Doskonały zostaje królem Portugalii.

## Zmarli
- 3 maja Mehmed sułtan turecki w latach 1444–1446 i 1451–1481, zdobywca Konstantynopola[1].